# James Ryder
James A. Ryder (Dublín, 8 de octubre de 1800-Filadelfia, 12 de enero de 1860) fue un sacerdote católico estadounidense y jesuita quien llegó a ser presidente de varias universidades de esa orden religiosa en los Estados Unidos. Nació en Irlanda y posteriormente emigró con su madre viuda a los Estados Unidos para establecerse en Georgetown, en el Distrito de Columbia. Alumno del Georgetown College y miembro de la Compañía de Jesús, al estudiar en Maryland y Roma demostró ser un talentoso estudiante de teología y obtuvo el cargo de profesor. Regresó al Georgetown College en 1829, donde ocupó cargos jerárquicos, además de fundar y presidir la Sociedad Filodémica. 
En 1840 se convirtió en presidente del Georgetown College y supervisó la construcción del Observatorio Astronómico de la institución, así como su incorporación legal por parte del Congreso de los Estados Unidos. Reconocido como un hábil orador y predicador, su mandato terminó en 1843 con su nombramiento como superior provincial de la provincia jesuita de Maryland. En dicho cargo sentó las bases para la transferencia de la propiedad del recién establecido College of the Holy Cross de la Diócesis de Boston a la Compañía de Jesús. Dos años más tarde se convirtió en el segundo presidente del College of the Holy Cross y supervisó la construcción de una nueva ala. Regresó a Georgetown en 1848 para un segundo mandato como presidente y formó junto con un grupo de médicos locales la Escuela de Medicina de Georgetown. Asimismo, construyó un nuevo hogar para la Iglesia Holy Trinity y sofocó una rebelión estudiantil. 
En sus últimos años vivió en Filadelfia, donde ayudó a fundar la Universidad de San José y se convirtió en su segundo presidente en 1856. Ofició como párroco de la iglesia de San Juan Evangelista en esa ciudad, y luego se trasladó a la iglesia de San Juan Evangelista en Frederick (Maryland) para estar también al frente de la misma. Finalmente regresó a Filadelfia, donde falleció en 1860. 

## Primeros años
James Ryder nació el 8 de octubre de 1800 en Dublín, en el Reino de Irlanda. Emigró a los Estados Unidos durante su infancia con su madre, quien quedó viuda del padre de James, un protestante que murió cuando él era un niño. La familia se estableció en Georgetown, entonces una ciudad en el recién formado Distrito de Columbia. Ryder se matriculó en el Georgetown College el 29 de agosto de 1813, e ingresó en la Compañía de Jesús en 1815 como novicio a la edad de quince años.
Comenzó su noviciado en White Marsh (Maryland) antes de ser enviado a Roma en el verano de 1820 por Peter Kenney, el visitador apostólico de la misión de los jesuitas en Maryland. Se trasladó a Italia junto con otros cinco jesuitas estadounidenses, quienes ocuparían varios cargos de gobierno de la Compañía de Jesús en los Estados Unidos durante varias décadas. Entre ellos, Ryder y Charles Constantine Pise fueron identificados como los más avanzados intelectualmente. Partieron de Alexandria (Virginia) el 6 de junio de 1820, y arribaron a Gibraltar para ser puestos en cuarentena, antes de viajar a Nápoles el 13 de julio y luego a Roma a fines de agosto, ciudad en la que Ryder estudió teología y filosofía.

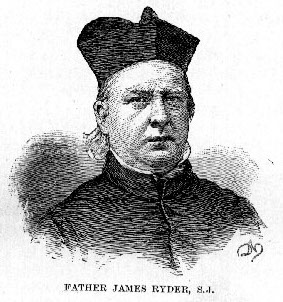
Ryder con un birrete de sacerdote.

Allí fue ordenado sacerdote en 1824, y procedió a enseñar teología en el Colegio Romano. Más adelante enseñó teología y Sagrada Escritura en la Universidad de Spoleto, donde permaneció durante dos años e inició una amistad con el arzobispo Giovanni Mastai-Ferretti (quien más tarde se convertiría en el papa Pío IX), quien lo nombró presidente de la facultad de filosofía. Asimismo, pasó parte de 1828 enseñando en el municipio de Orvieto.
Regresó a los Estados Unidos en 1829, donde obtuvo una cátedra de filosofía y teología en la Universidad de Georgetown con el objetivo de enseñar a los jesuitas que se preparaban para ser sacerdotes. Fue nombrado prefecto de estudios, e implementó una revisión del plan académico bajo la dirección del presidente Thomas F. Mulledy. Simultáneamente, fue nombrado vicepresidente de la escuela.
Durante este tiempo fundó la Sociedad Filodémica, de la cual se convirtió en el primer presidente. La sociedad, primera sociedad de debate de Estados Unidos, fue fundada el 17 de enero de 1830. El título de filodémica fue ideado por el propio Ryder. Peter Kenney lo designó como ministro y monitor de Mulledy, aunque en 1832 debió reprenderlo por no recibir adecuadamente a seis jesuitas belgas que llegaron al colegio. En 1834 ocupó el cargo de profesor de retórica en la misma universidad.
En un discurso de 1835 a los católicos en Richmond, Virginia, les pidió que defendieran la unidad nacional, lo que incluía oponerse a los esfuerzos de los abolicionistas del norte para abrogar la esclavitud en el sur y además advirtió a los católicos que ellos mismos se convertirían en víctimas de persecución si su «glorioso sistema de independencia nacional» llegase a ser derrocado.

## Georgetown College

### Primera presidencia
El nombramiento de Ryder como presidente del Georgetown College se anunció el 1 de mayo de 1840. Su selección se produjo a pesar de las preocupaciones de que estaba más interesado en dar charlas y liderar retiros que en asegurarse de que la institución fuera financieramente estable. Aunque contaba con el apoyo de la dirección jesuita, al superior general Jan Roothaan le preocupaba que la actitud estadounidense de Ryder en apoyo del republicanismo tuviera prioridad sobre su obediencia a los jesuitas.

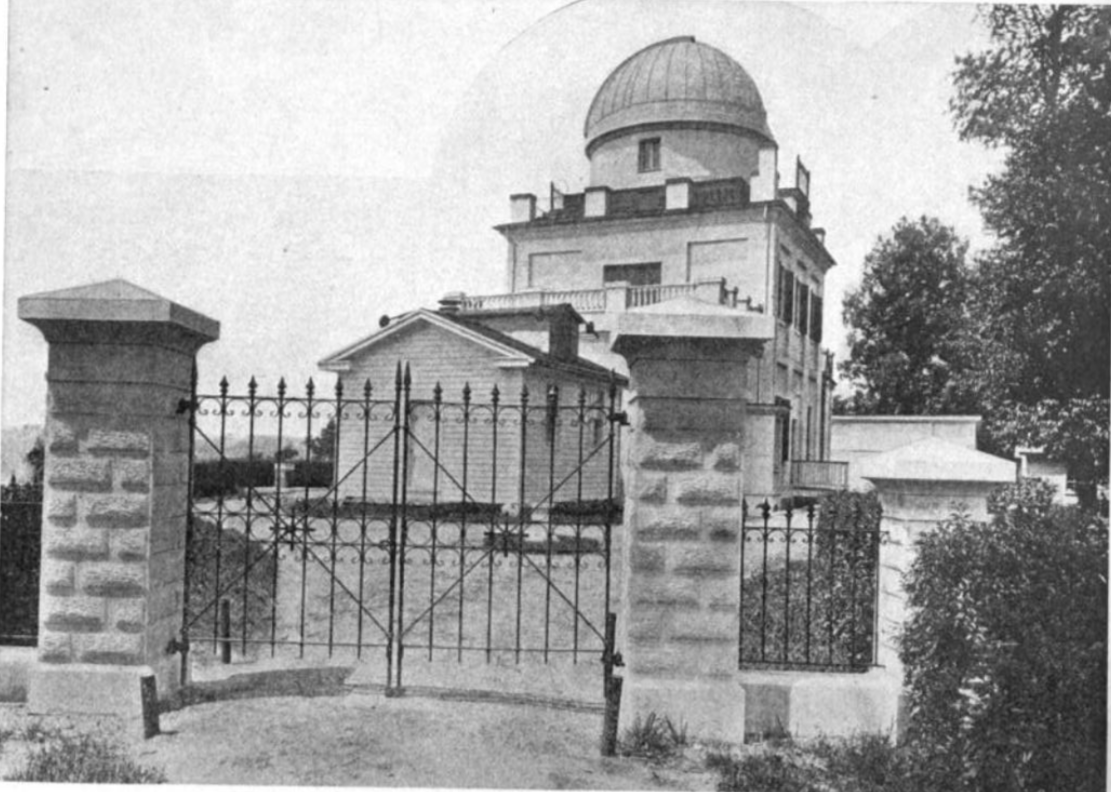
El Observatorio Astronómico del Georgetown College se construyó durante la presidencia de Ryder.

Sucesor de Joseph A. López, inició sus funciones mientras se celebraba el Consejo Provincial de Baltimore, y los padres conciliares reunidos en Baltimore aprovecharon la oportunidad para visitar Georgetown. Como presidente, las conexiones de Ryder con los políticos de Washington eran sólidas. Tenía una relación particularmente buena con el presidente de los Estados Unidos, John Tyler, quien inscribió a su hijo en Georgetown, y cuya hermana se convirtió al catolicismo. Su relación llegó tan lejos que Ryder desempeñó un papel importante en el intento fallido de que Tyler se presentara como demócrata a las elecciones presidenciales de 1844.
Al asumir la presidencia, heredó una deuda significativa de veinte mil dólares, que liquidó en 1842, al menos parte de ella pagada por él mismo con el dinero que ganó como conferencista. Asimismo, se había ganado una buena reputación como predicador, al punto de no necesitar apuntes. Esto fue particularmente admirado por el arzobispo Samuel Eccleston, y Roothaan lo citó como una fuente de muchas conversiones al catolicismo.
La noticia de su predicación llegó al presidente James Buchanan, quien asistía a sus sermones y recibió de él instrucción privada en el catolicismo. Con el tiempo, Ryder fue descrito como el predicador católico más conocido de la América anterior a la guerra. En dos ocasiones durante su presidencia le arrojaron piedras en las calles de Washington; uno de estos incidentes ocurrió el 26 de abril de 1844, cuando regresaba del edificio del Capitolio, donde había presidido el funeral del diputado Pierre Bossier. Tal agresión anticatólica fue el resultado del movimiento Know Nothing en los Estados Unidos.
Ryder supervisó el establecimiento del Observatorio de la Universidad de Georgetown en 1842, un proyecto encabezado por el astrónomo James Curley. La apertura del observatorio atrajo a varios científicos jesuitas de renombre de Europa que huían de las revoluciones de 1848. Además, el College of the Holy Cross se estableció en Worcester, Massachusetts, en 1843, y Ryder envió jesuitas desde Georgetown para enseñar allí, mientras que los graduados del nuevo colegio recibieron un título de Georgetown hasta que fue autorizado independientemente por la Corte General de Massachusets. Al haber sido reconocida por el Congreso de los Estados Unidos en 1815, tanto la universidad, como su presidente y directores fueron incorporados oficialmente por una ley del Congreso en 1844 y Ryder fue nombrado como uno de los cinco miembros de la corporación. Su mandato llegó a su fin el 10 de enero de 1845, y Samuel A. Mulledy se convirtió en su sucesor.

### Segunda presidencia

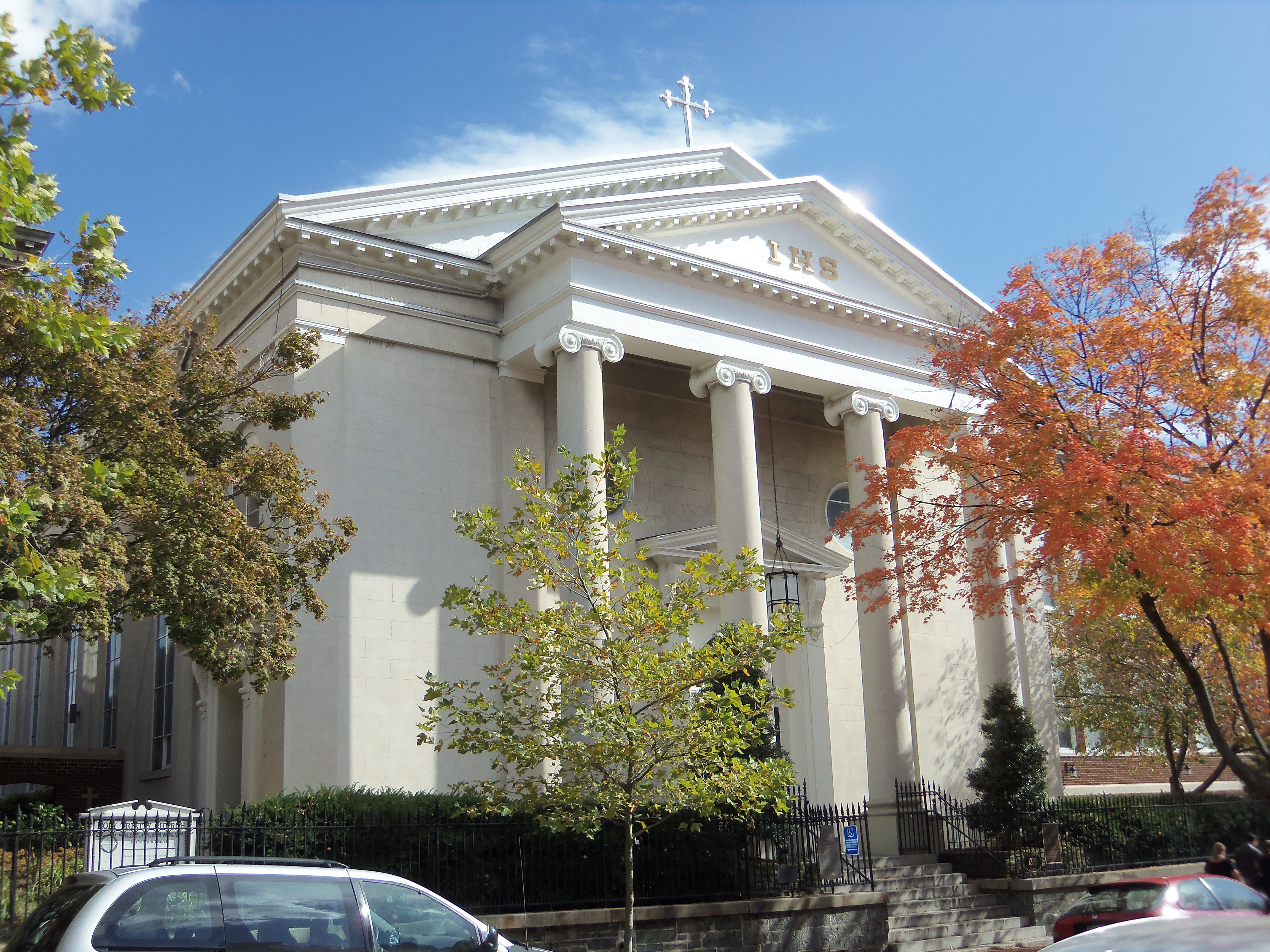
Ryder supervisó la construcción de la nueva iglesia de la Santísima Trinidad en Georgetown.

En 1848 fue nombrado presidente de Georgetown por segunda vez en reemplazo de Thomas Mulledy. Su primer acto fue construir un nuevo edificio para la Iglesia Católica de la Santísima Trinidad en el vecindario de Georgetown, que luego se ubicó en la propiedad de la universidad. También implementó su ferviente apoyo al movimiento por la templanza al prohibir a los estudiantes consumir alcohol dentro o fuera del campus, y finalmente aplicó esta prohibición también a los jesuitas. Esta impopular política estuvo acompañada de la prohibición de fumar.
En el otoño de 1849 cuatro médicos que habían sido excluidos la enfermería de Washington y fundaron una nueva escuela de medicina lo abordaron. Pidieron que su facultad se incorpore a Georgetown como su departamento médico, y crear la primera escuela de esa especialidad católica en los Estados Unidos. Ryder aceptó la propuesta en una semana, lo que dio lugar a la Escuela de Medicina del Georgetown College. Nombró a los cuatro peticionarios como los primeros profesores de la escuela el 5 de noviembre de 1849, y las primeras clases se llevaron a cabo en mayo de 1851.
En 1850 estalló una rebelión entre los estudiantes. Comenzó cuando los miembros de la Sociedad Filodémica se reunieron un día, desafiando la orden contraria del prefecto. Ryder, que con frecuencia dejaba la universidad para predicar, había estado ausente durante varias semanas en una gira de predicación. En respuesta, el prefecto suspendió las reuniones de la sociedad durante un mes. Molestos por esta decisión, varios miembros se negaron a realizar su lectura nocturna en el refectorio y luego arrojaron piedras en el dormitorio. Cuando Ryder regresó, expulsó a tres estudiantes. Uno de ellos entró en el refectorio esa noche e incitó a los alumnos a la insurrección, los cuales irrumpieron en la habitación de un jesuita. Cuarenta y cuatro de los estudiantes abandonaron la universidad alojándose en el centro de Washington y le escribieron a Ryder que no regresarían hasta que los tres fueran readmitidos y el prefecto reemplazado. Con las facturas de hotel de los estudiantes aumentando y sin pagar, Ryder los convenció de regresar a la universidad y abandonar la rebelión. Más tarde reemplazó escogió a Bernard A. Maguire para reemplazar al prefecto.
Más tarde ese año, presidió el matrimonio de William Tecumseh Sherman y Eleanor Boyle Ewing. Su presidencia llegó a su fin en 1851, año en que fue reemplazado por Charles H. Stonestreet.

## Provincial de Maryland
En septiembre de 1843, mientras era presidente de Georgetown, fue nombrado superior provincial de la Compañía de Jesús de la Provincia de Maryland, con el fuerte apoyo de su predecesor, Francis Dzierozynski. Ryder se mostró partidario de que los jesuitas vendieran sus propiedades parroquiales, dejándolas a los sacerdotes diocesanos, para centrarse en la educación en las ciudades.
Al mismo tiempo, el obispo de Boston, Benedict Joseph Fenwick, estaba preocupado por el costo de funcionamiento del recién establecido College of the Holy Cross. Por lo tanto, animó a Ryder a aceptar la propiedad de la escuela en nombre de la Compañía de Jesús. El superior general Roothaan le delegó esta decisión, aunque Ryder inicialmente dudaba en aceptar el colegio. En 1844 éste había decidido en privado aceptar la transferencia, pero esto no se comunicó a Fenwick y el acuerdo fue formalmente cerrado hasta 1845 por su sucesor.
Ryder delegó gran parte de su responsabilidad, aunque permaneció en el cargo. Ocupó el puesto hasta 1845, aunque Jan Roothaan creía que la provincia debía estar bajo el control de un europeo para rectificar el escándalo agravado y la mala gestión que había comenzado con Thomas Mulledy. Con ese fin, fue reemplazado por el belga Peter Verhaegen.

## College of the Holy Cross

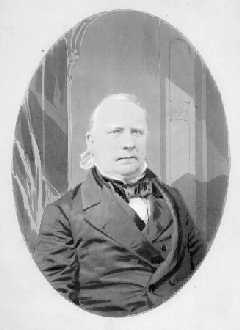
Fotografía de Ryder.

Tras terminar su primera presidencia en Georgetown en 1845, Ryder fue a Roma para limpiar su nombre a la luz de las sospechas de su relación con una mujer que había intercambiado cartas con él. Viajó a esa ciudad en enero, haciendo escala en la ciudad de Nueva York y en Francia. En Italia reclutó a ocho jesuitas para que se unieran a él en los Estados Unidos; uno de ellos fue el futuro presidente del College of the Holy Cross, Anthony F. Ciampi. Tras el regreso de Ryder, las sospechas continuaron, a pesar de su defensa de que la correspondencia solo involucraba asesoramiento espiritual, pero finalmente cesaron siguiendo la orden de Roothaan en 1847 de que la correspondencia terminara.
Al regresar a los Estados Unidos, el obispo Fenwick lo nombró presidente del College of the Holy Cross el 9 de octubre de 1845, en reemplazo del primer presidente de la escuela, Thomas F. Mulledy. En su cargo supervisó la construcción de un ala este en la universidad, de acuerdo con el plan original de la escuela, que contenía un comedor, una capilla, una sala de estudio y un dormitorio. Esta construcción fue la única parte de la institución educativa que se salvó de un incendio posterior en 1852. En 1846 se encargó del entierro del fundador de la institución, Fenwick, en el cementerio del colegio, de acuerdo con sus deseos. El número de estudiantes aumentó durante su administración.
Enfrentó a Thomas Mulledy durante la elección de éste como procurador de la provincia jesuita de Maryland. Como resultado, elogió la decisión de Ignatius Brocard de no enviar a Mulledy de regreso al College of the Holy Cross, donde éste no era bien visto. La falta de disciplina entre los jesuitas en Holy Cross atrajo los comentarios tanto del obispo de Boston, John Bernard Fitzpatrick, como de Roothaan, quienes estaban particularmente preocupados por la propensión a beber entre los sacerdotes. Al final de su mandato estándar de tres años, John Early lo reemplazó el 29 de agosto de 1848, y regresó a Georgetown.

## Últimos años

### Saint Joseph's College
En 1851 se mudó a Filadelfia, donde ayudó en la fundación del Saint Joseph's College. Fue nombrado párroco de la Iglesia de San Juan Evangelista el 30 de septiembre de 1855, cuando reemplazó a Richard Kinahan para convertirse en el primer jesuita en este puesto, y permaneció hasta que John McGuigan lo sucedió el 4 de octubre de 1858.
Mientras tanto, fue nombrado presidente de Saint Joseph's College en 1856, en reemplazo de su primer presidente Felix-Joseph Barbelin. Ryder buscó trasladar la universidad desde Willings Alley al edificio escolar existente en St. John's, lo que implicaría la transferencia de la propiedad de la procatedral de la Diócesis de Filadelfia a los jesuitas, pero la diócesis no estaba dispuesta a considerar esta oferta.
A la luz del movimiento Know Nothing en curso, se hizo referencia a Ryder durante algún tiempo como «Doctor Ryder» en lugar de «Padre Ryder». También vestía ropa de laico, como una pajarita en lugar de un cuello romano, de acuerdo con las órdenes de Charles Stonestreet, el provincial de Maryland, de que los jesuitas no deberían usar su atuendo clerical. Su mandato duró solo hasta 1857, antes de que James A. Ward lo sucediera. Se vio obligado a renunciar a la presidencia debido al deterioro de su salud, aunque su imagen perdura en la forma de una gárgola del Barbelin Hall.

### Trabajo sacerdotal
Debido a sus habilidades oratorias, Ryder fue enviado a obtener fondos para el St. Joseph's College en California en 1852, donde logró recaudar 5000  USD. Mientras estuvo allí, cayó enfermo y realizó una breve visita a La Habana, Cuba y luego al sur de los Estados Unidos, donde se recuperó durante varios meses. Luego estuvo destinado en St. Joseph's hasta 1856, cuando fue nombrado rector de la Iglesia de San Juan Evangelista en Frederick, en el estado de Maryland.
En 1857 fue transferido a Alexandria, Virginia para realizar trabajo sacerdotal, y regresó a Filadelfia en 1859 como prefecto espiritual en el St. Joseph's College. Murió el 12 de enero de 1860, en la rectoría de la vieja iglesia de St. Joseph en Filadelfia, luego de una breve enfermedad. Su cuerpo fue transportado de regreso a Georgetown para ser enterrado en el Cementerio de la Comunidad Jesuita.